# (3779) Kieffer
(3779) Kieffer es un asteroide perteneciente al cinturón de asteroides, descubierto el 13 de mayo de 1985 por Carolyn Shoemaker desde el Observatorio del Monte Palomar, Estados Unidos.

## Designación y nombre
Designado provisionalmente como 1985 JV1. Fue nombrado Kieffer en honor al geofísico y americano y experto en ciencias planetarias Hugh Hartman Kieffer.